# Vera Duarte Pina
Vera Valentina Benrós de Melo Duarte Lobo de Pina (Mindelo, 2 de outubro de 1952) é uma jurista e escritora de Cabo Verde.

## Biografia
É juíza desembargadora, formada em Direito pela Universidade Clássica de Lisboa. Membro da Academia Caboverdiana de Letras, de Ciências de Lisboa, Gloriense de Letras e da Academia de Letras dos Municípios Cearenses. Integra a World Poetry Movement e a Unión Hispanomundial de Escritores. É investigadora correspondente do Centro de Humanidades da Universidade Nova de Lisboa e membro do Institut for African Women in Law e do Global Advisory Board.
Foi Ministra de Educação e Ensino Superior, Presidente da Comissão Nacional para os Direitos Humanos e Cidadania, Conselheira do Presidente da República e Juíza Conselheira do Supremo Tribunal de Justiça. Integrou organizações como Centro Norte-sul do Conselho da Europa, Comissão Internacional de Juristas, Comissão Africana dos Direitos do Homem e dos Povos, Associação Caboverdiana de Mulheres Juristas e Federação Internacional de Mulheres de Carreira Jurídica, entre outros. Integrou a Comissão Africana dos Direitos do Homem e dos Povos e a Comissão Internacional de Juristas. 
Foi condecorada pelo Presidente da República de Cabo Verde com a Medalha da Ordem do Vulcão no 35º aniversário da Independência (2010); galardoada com a Medalha de Mérito Cultural pelo Governo de Cabo Verde no 30º aniversário da Independência (2005); recebeu o prêmio Norte-sul dos Direitos Humanos do Conselho de Europa (1995), em reconhecimento à sua luta na defesa dos direitos humanos; Prémio Femina 2020 para mulheres notáveis (Portugal), Prémio Literário Guerra Junqueiro, Lusofonias, Prémio José Aparecido de Oliveira de Honra e Glória ao Mérito, nos 25 anos da CPLP, entre outros.
Estreou na literatura com a obra poética Amanhã amadrugada (1993), a que se seguiram O arquipélago da paixão (poesia, 2001, "prix Tchicaya U Tam´si de poésie africaine), A candidata (ficção, 2004, prémio Sonangol de Literatura), Preces e súplicas ou os cânticos da desesperança (poesia, 2005), Construindo a Utopia (2007), Ejercicios poéticos (poemas em espanhol e francês), A palavra e os dias (2013), A matriarca – uma estória de mestiçagens (romance, 2017), De risos & lágrimas (2018), A reinvenção do mar (2018), Cabo Verde um roteiro sentimental (2019), Naranjas en el mar (antologia poética bilingue, 2020), Contos crepusculares – metamorfoses (contos, 2020), Desassossegos & acalantos – microcontos (2021) e a Vénus crioula (romance, 2021). 
Vera Duarte Pina tem ainda variada colaboração em prosa e poesia em jornais e revistas, além de  participação em mais de sessenta obras coletivas nacionais e internacionais. A sua obra é objeto de teses de mestrado, doutoramento e pós-doutoramento em várias universidades nacionais e estrangeiras. Tem sido conferencista em nível nacional e internacional (África, Europa, América e Ásia) sobre temas ligados aos Direitos Humanos, Mulher, Cultura e Literatura.
Vera Duarte Pina foi integrante do júri internacional do Prémio Internacional Pena de Ouro nos anos de 2021 e 2022.

## Obras
- 2024 – Urdindo palavras no silêncio dos dias (edição brasileira) – Rio Pardo: Casa Brasileira de Livros (poesia) ISBN 9786584975125
- 2022 – Urdindo palavras no silêncio dos dias – Lisboa: Kotter Editorial (poesia) ISBN 9789895306374
- 2021 – Vénus crioula – Lisboa: Rosa de Porcelana Editora (romance) ISBN 9789898961266
- 2021 – Desassossegos & acalantos – Salvador: Katuka Edições (microcontos) ISBN 9786589601074
- 2020 – Contos crepusculares – metamorfoses – Praia: Pedro Cardoso Livraria (contos) ISBN 9789898894441
- 2020 – Naranjas en el mar – Ilhas Canárias: Biblioteca Atlántica (antologia poética bilingue) ISBN 9788479477448
- 2019 – Cabo Verde um roteiro sentimental, viajando pelas Ilhas da Sodad, do Sol e da Morabeza – Praia: Editora Mudjer Edições ISBN 9782096193 Erro de parâmetro em {{ISBN}}: soma de verificação
- 2018 – A reinvenção do mar – antologia poética – Lisboa: Rosa de Porcelana Editora ISBN 9789899990579
- 2018 – De risos & lágrimas – Praia: Pedro Cardoso Editora (poemas) ISBN 9789898894021
- 2017 – A matriarca: uma estória de mestiçagens – Praia: Pedro Cardoso Livraria (romance) ISBN 9789899987050
- 2013 – A palavra e os dias – Belo Horizonte: Nandyala (crónicas) ISBN 9788561191931
- 2010 – Ejercicios poéticos – Ilhas Canárias: Septenio (poesia) ISBN 9788479475604
- 2007 – Construindo a Utopia – temas e conferências sobre Direitos Humanos – Praia: edição da autora (ensaios) [14]
- 2005 – Preces e súplicas ou os cânticos da desesperança – Lisboa: Instituto Piaget (poemas) ISBN 9727717950
- 2004 – A candidata – Luanda: UEA (ficção)
- 2001 – O arquipélago da paixão – Praia: Artiletra (poemas)
- 1993 – Amanhã amadrugada – Lisboa: Vega (poemas)

### Participações e antologias
- 2022 – Mulheres e seus destinos vol. II – Organização de Lena Marçal e Joana Nogueira
- 2021 – Ilhas de vozes em reencontros compartilhados – USA
- 2021 – Kriolas Poderozas – USA
- 2021 – African Women in Law legacy – USA
- 2021 – Panorama da contribuição do Brasil para a difusão do português – Funag, Brasília, Brasil
- 2021 – Ampulheta – Crónicas futuristas – Cristina Ramalho, Brasil (e-book)
- 2020 – Sonhar Brasília – CPLP, Brasil
- 2020 – Carta Africana dos Direitos Humanos e dos Povos – Comentários – Universidade Católica de Lisboa, Portugal
- 2019 – Violeta Parra – Biblioteca de las Grandes Naciones. Dirige Xabier Susperregi
- 2019 – Poemas mínimos – Organização de Cristina Ramalho
- 2019 – Todas as Águas – Organização de Cristina Ramalho (e-book)
- 2018 – Literatura Mundo em Português – Organização Inocência Matta e Helena Buesco
- 2017 – A Condição da Ilhéu – Concepção e coordenação de Roberto Carneiro, Onésimo Teotónio Almeida e Artur Teodor de Matos, Universidade Católica Portuguesa
- 2017 – Cabo Verde Prosa Literária Pós-Independência – Organização: Simone Caputo Gomes, Fátima Bettencourt e Érica Antunes, ACL Edições, Praia, Cabo Verde (prosa)
- 2017 – Salgueiro Maio – Edición de Suso Diaz, Lilipotienses, Espanha (diversos)
- 2017 – 100 Poemas escolhidos – Organização: Simone Caputo Gomes e Érica Antunes, Livraria Pedro Cardoso, Praia, Cabo Verde (poesia)
- 2017 – Literatura entre irmãos: Brasil e Cabo Verde – Christina Ramalho, Brasil Casual, Aracaju, SE, Brasil (prosa)
- 2016 – Por Cabral Sempre – Fundação Amílcar Cabral, Praia, Cabo Verde (ensaios)
- 2015 – Literatura cabo-verdiana – Seleta de Poesia e Prosa em Língua Portuguesa – Simone Caputo Gomes e Érica Antunes, Nandyala, Belo Horizonte, MG, Brasil (poesia)
- 2012 – Clarice Lispector – Mayara R. Guimarães e Luís Maffei, Oficina Raquel, Rio de Janeiro, Brasil (prosa)
- 2010 – Cabo Verde: Antologia de poesia contemporânea – Ricardo Riso, Brasil
- 2010 – Horizontes Insulares – Coleção SPTENIO, Governo das Canárias (poesia)
- 2010 – Poets of Cape Verde – A Bilingual Selection, Frederick G. Williams, Brigham Young University Studies (Provo, Utah), Instituto da Biblioteca Nacional e do Livro (Praia, Cabo Verde), Instituto Camões (Lisboa, Portugal) (poesia)
- 2006 – Petite anthologie du Cap-Vert, archipel de poèmes et de chansons – França

## Premiações
- 1995 – Prêmio Norte-Sul dos Direitos Humanos do Conselho de Europa [15]
- 2001 – Prix Tchikaya U Tam'si de Poésie Africaine [15]
- 2003 – Prêmio Sonangol de Literatura [15]
- 2005 – Medalha de Mérito Cultural pelo 30º Aniversário da Independência de Cabo Verde
- 2010 – Medalha Ordem do Vulcão da Presidência da República de Cabo Verde
- 2020 – Prêmio Femina para Mulheres Notáveis [16]
- 2021 – Prêmio Literário Guerra Junqueiro [17]
- 2021 – Prêmio 25 anos CPLP José Aparecido de Oliveira